# Alsancak Stadyumu
Alsancak Stadyumu – nieistniejący już stadion piłkarski w Izmirze, w Turcji. Istniał w latach 1929–2015. Mógł pomieścić 18 000 widzów. W latach 2017–2021 w jego miejscu wybudowano nowy stadion piłkarski.

## Historia
Stadion został otwarty w 1929 roku, choć już w drugiej dekadzie XX wieku istniało w tym miejscu boisko służące greckiemu klubowi Panionios (po pożarze w 1922 roku grecka społeczność ewakuowała się z miasta, a klub przeniósł się pod Ateny).
21 lutego 1959 roku na stadionie miało miejsce jedno z trzech rozgrywanych równolegle spotkań piłkarskich inaugurujących nowo powstałe rozgrywki tureckiej ligi piłkarskiej (İzmirspor – Beykoz 2:1). W 11. minucie gry zawodnik gospodarzy, Özcan Altuğ, zdobył pierwszą bramkę w tym spotkaniu, która jest pierwszym golem w historii ligi tureckiej.
Stadion służył głównie klubom Altay SK i Altınordu FK, ale na przestrzeni lat również inne zespoły rozgrywały na nim swoje spotkania, m.in. İzmirspor, Göztepe SK i Karşıyaka SK. Obiekt gościł także mecze w ramach europejskich pucharów, m.in. spotkania Göztepe SK w Pucharze Miast Targowych w sezonie 1968/1969, w którym klub ten dotarł do półfinału rozgrywek. Na stadionie odbywały się też mecze finałowe Pucharu Turcji.
23 maja 1976 roku po bezbramkowym remisie w meczu Göztepe SK – Trabzonspor piłkarze Trabzonsporu świętowali zdobycie pierwszego w historii mistrzostwa Turcji.
13 marca 1968 roku na stadionie rozegrano mecz towarzyski piłkarskich reprezentacji Turcji i Tunezji (0:0).
16 listopada 1999 roku reprezentacja Turcji U-21 pokonała na Alsancak Stadyumu reprezentację Polski U-21 1:0 w meczu rewanżowym rundy play-off eliminacji do Mistrzostw Europy U-21 w 2000 roku, czym zapewniła sobie awans do turnieju finałowego.
W 2014 roku obiekt został uznany za nieodporny na ewentualne wstrząsy sejsmiczne, co doprowadziło do jego zamknięcia. Ostatni mecz rozegrano na nim 27 maja 2014 roku. Wzmocnienie konstrukcji uznano za nieekonomiczne i w 2015 roku dokonano rozbiórki stadionu. Przed zamknięciem obiekt posiadał dwie trybuny wzdłuż boiska, zachodnią (piętrową) oraz wschodnią, mogące pomieścić 18 000 widzów. Wyposażony był też w sztuczne oświetlenie.
W latach 2017–2021 w miejscu starego stadionu wybudowano zupełnie nowy stadion piłkarski.